# Robert Binswanger

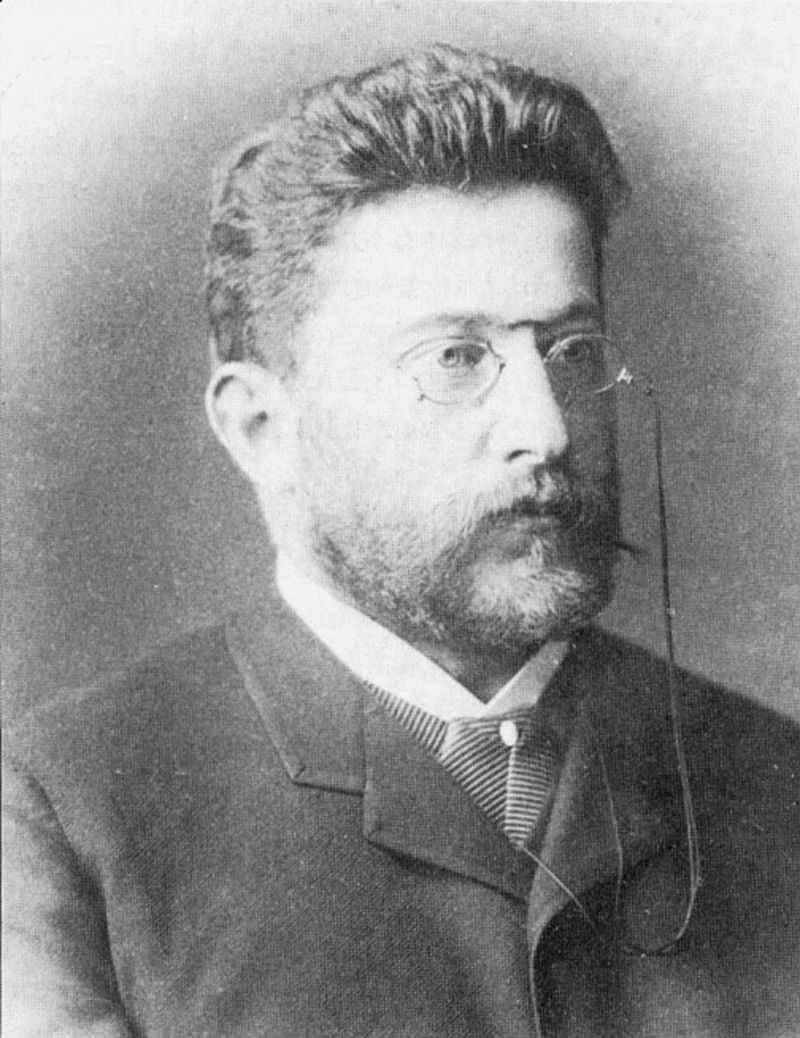
Robert Binswanger

Robert Binswanger (* 12. Mai 1850 in Tübingen; † 6. Dezember 1910 in Kreuzlingen) war ein Schweizer Psychiater.

## Leben
Der Sohn des aus Deutschland stammenden Psychiaters Ludwig Binswanger des Älteren besuchte in Konstanz und Frauenfeld das Gymnasium. Anschließend studierte er in Zürich, Tübingen, Straßburg und Basel Medizin.
Nach Anstellungen als Assistenzarzt in Straßburg und Göttingen wurde er nach dem Tod seines Vaters Ludwig Binswanger Leiter des familiären Sanatoriums Bellevue in Kreuzlingen. Er baute die Klinik im Laufe der Zeit aus und verschaffte ihr einen internationalen Ruf. Psychiater aus ganz Europa überwiesen Patienten, wie etwa Josef Breuer aus Wien, der seine berühmte „Anna O“ (Bertha Pappenheim) zu Binswanger schickte, die erste Patientin, die psychoanalytisch behandelt worden war. Zu seinen Patienten zählte auch der deutsche Bankier Adelbert Delbrück (1822–1890), Mitbegründer der Deutschen Bank. Binswanger war Mitglied des Vereins für Geschichte des Bodensees und seiner Umgebung und besorgte die Geschäftsführung („Pflegschaft“) für den Thurgau.
Nach Robert Binswangers Tod übernahm sein Sohn Ludwig Binswanger die Leitung des Sanatoriums.